# Skate (jeu vidéo)
Skate (aussi typographié skate.) est un jeu vidéo de skateboard développé par EA Black Box et édité par Electronic Arts sorti sur PlayStation 3 et Xbox 360 le 24 septembre 2007 aux États-Unis et le 11 octobre 2007 en France et en Europe. Le jeu a connu deux suites, Skate 2 et Skate 3, ainsi qu'un dérivé pour Nintendo DS et Wii appelé Skate It.

## Système de jeu

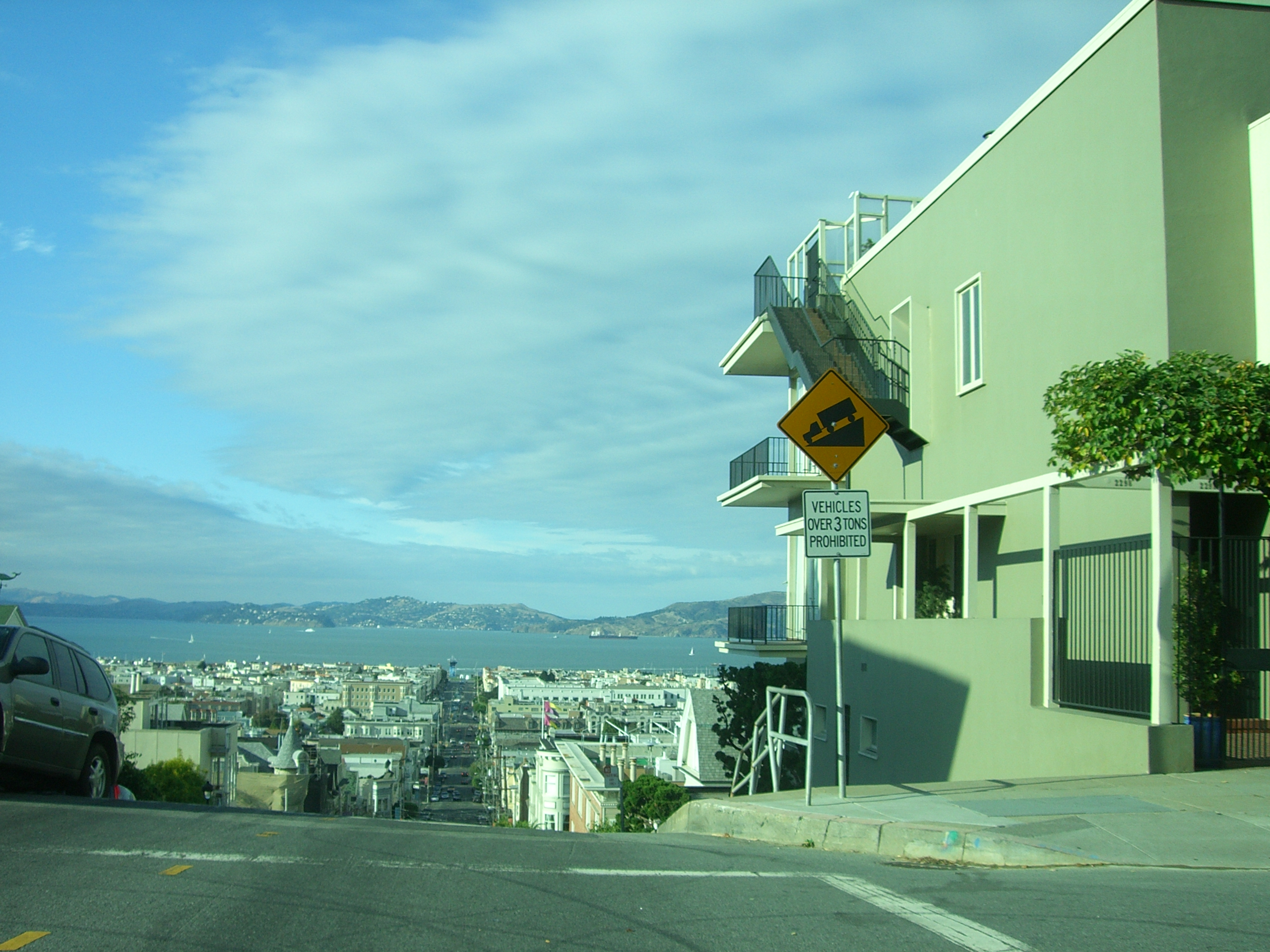
rue de San Francisco inspirant certaine rues de San Vanelona

L'action se déroule dans la ville fictive de San Vanelona mélange entre San Francisco, Barcelone et Vancouver la vieille ville étant celle ressemblent le plus à Barcelone, la cité HLM à San Francisco et le coin des affaires celle de Vancouver. On peut parcourir la ville à travers ces vastes spots et défier les skateurs pro les plus connus du monde professionnel. À sa sortie, le jeu fut immédiatement considéré comme la réponse à la série de jeux Tony Hawk, qui se veut plus arcade, alors que Skate étant plus axé sur le réalisme.
Dans San Vanelona on fait évoluer son personnage à travers différentes épreuves, afin de gagner en notoriété et d'apparaître dans les magazines Skate mag' et le réputé Thrasher. Chaque épreuve permet de gagner de l'argent pour acheter de nouvelle planches, de nouvelles roues de nouveaux trucks ainsi que de nouveaux vêtements. La progression du personnage s'accompagne de l'arrivée de sponsors, qui proposent leurs vêtements, planches, trucks et roues.
Parmi les principales épreuves, S.K.A.T.E. voit le joueur affronter un skateur du jeu, le but étant que chacun recopie le trick de l'autre. Le premier ratant la figure se voit barrer une lettre du mot skate jusqu'à ce que le mot soit complètement barré. L'épreuve de Death Race fait traverser certains des recoins les plus dangereux de la ville contre les meilleurs skateurs se San Vanelona. Enfin, des concours du meilleur trick, et aussi la fameuse épreuve des X Games sont disponibles.
Contrairement aux séries Tony Hawk, le joueur peut contrôler directement sa planche, et la majorité des tricks se faisant avec les joysticks, et les grabs avec les gâchettes.
La nouvelle façon de jouer révolutionnera les jeux de skateboard[réf. nécessaire], le joueur devant se soucier autant de sa planche que de ses pieds, donnant aux sauts et tricks beaucoup plus de réalisme.

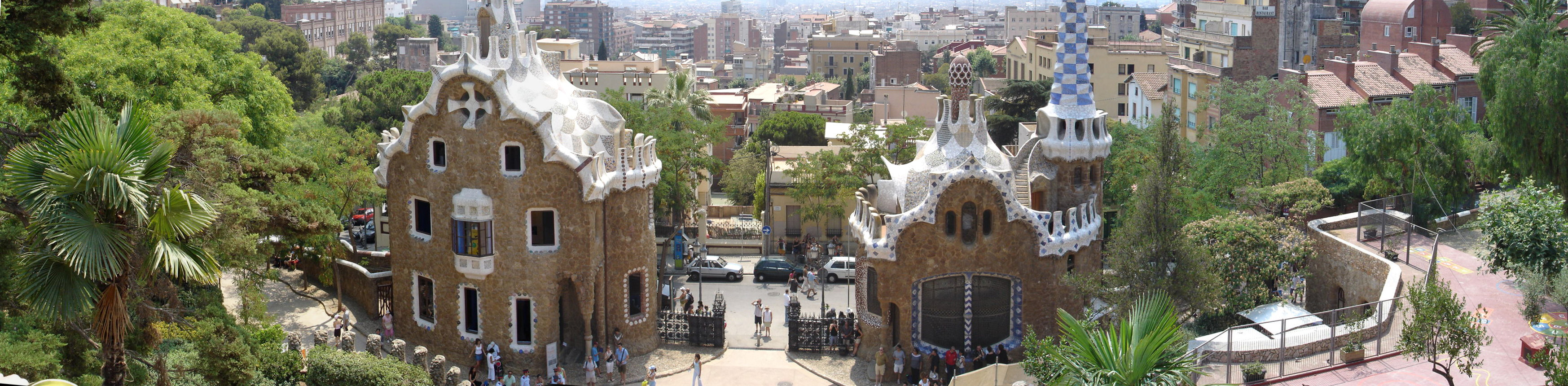
Barcelone, inspirant la vieille ville de San Vanelona
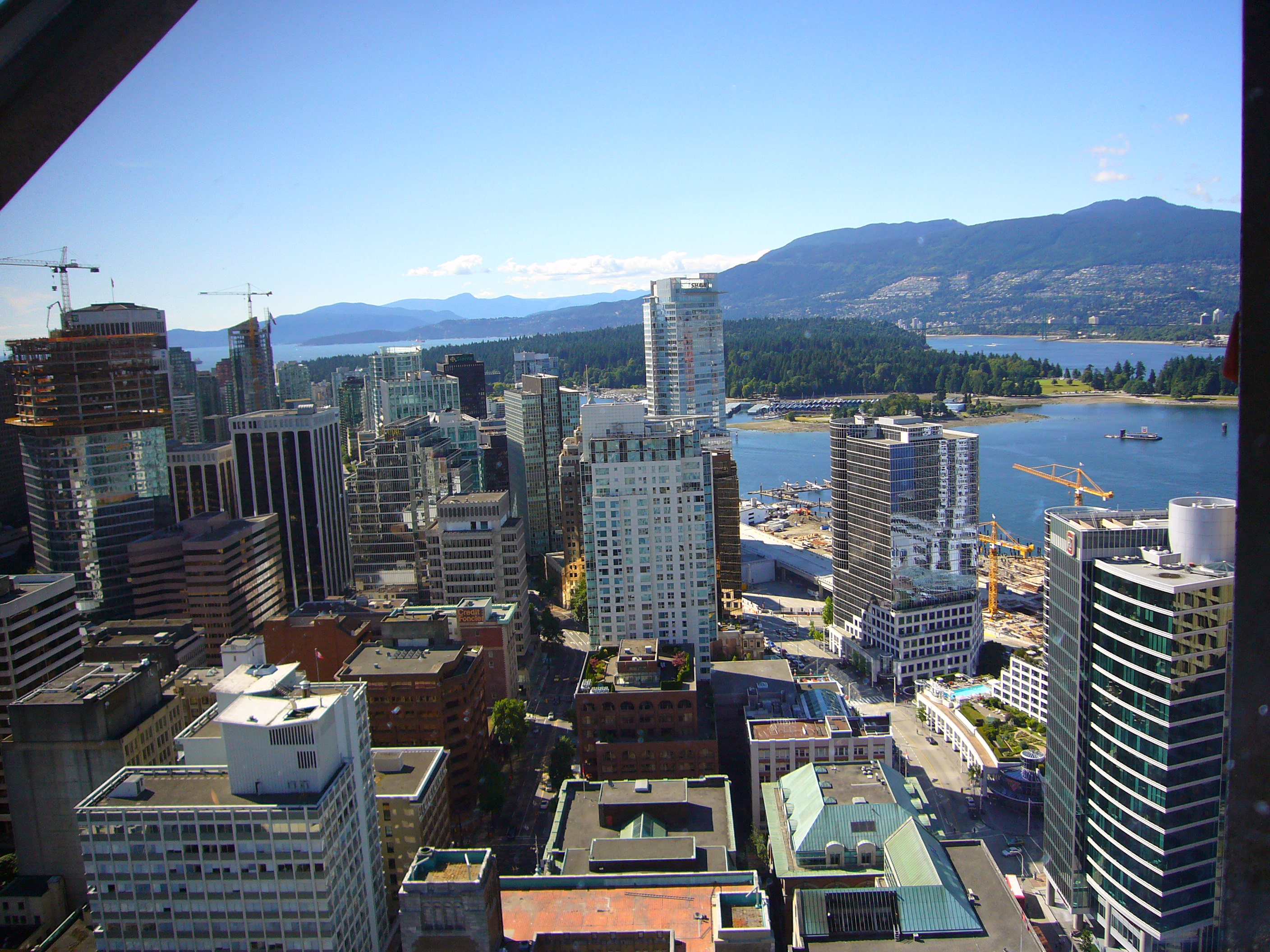
Vancouver le coin des buildings de San Vanelona

## Liste des personnages
Tous les skateurs du jeu ont participé à une vidéo se mettant en scène chacun avec la musique de leur choix. Certains conduisent une ambulance, d'autres sont médecins dans un hôpital ou blessés dans l'ambulance .

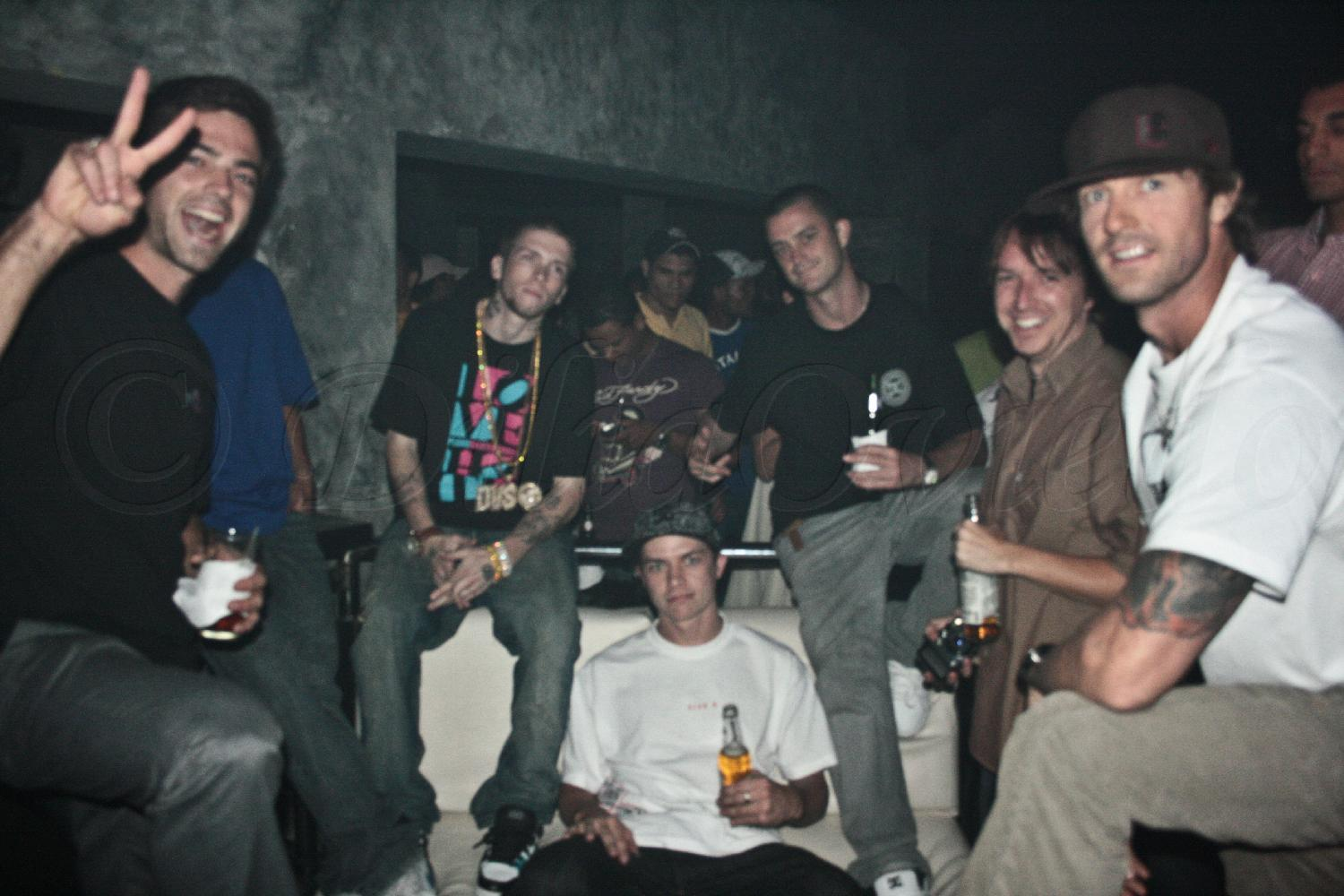
Quelques skateurs du jeu : Ryan Gallant (milieu), Colin McKay (en marron) et Danny Way (en blanc)

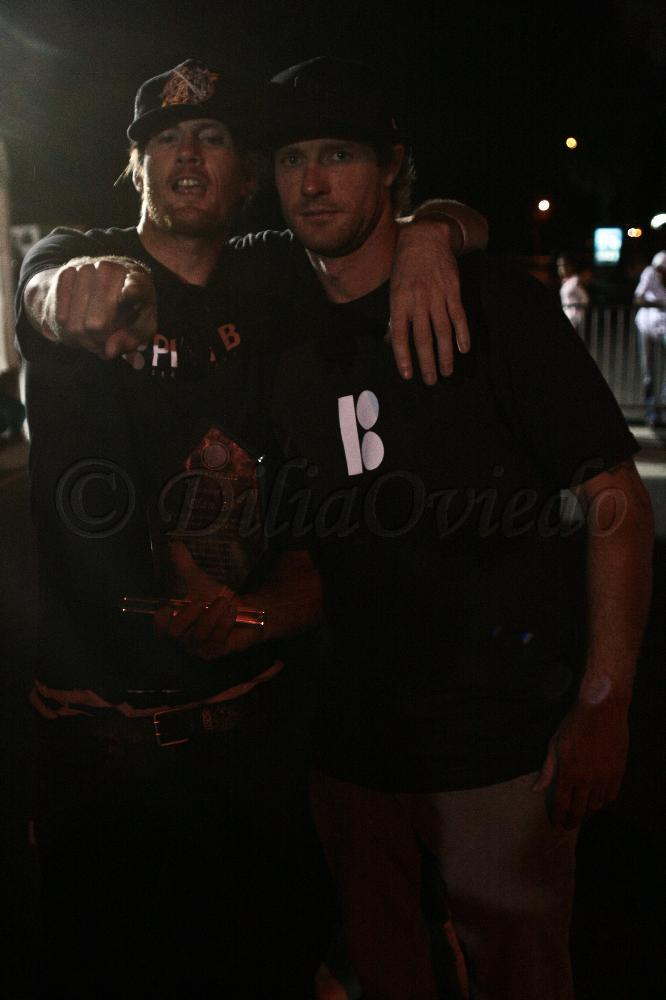
Pat Duffy et Danny Way

- Alex Chalmers

- Chris Cole
- Chris Haslam
- Danny Way
- Jason Dill
- Jerry Hsu
- John Rattray
- Mark Gonzales
- Mike Carroll

- Paul Rodriguez
- PJ Ladd
- Ryan Gallant
- Ryan Smith
- Terry Kennedy
- Ali Boulala
- Colin McKay
- Dennis Busenitz
- Pat Duffy
- Rob Dyrdek
- Dem Bonez

## Bande son
La bande son comporte des classiques du rock avec Nirvana, Black Flag, Motörhead, Bad Brains, Slayer, David Bowie, The Sex Pistols, ZZ Top, The Ramones ou encore les valeurs montantes du rock[réf. nécessaire] tels que Airbourne, Children of Bodom, The White Stripes, Valient Thorr, The Dwarves. On peut retrouver aussi bon nombre de chansons rap ou hip-hop tels que N.W.A. ou The S.T.R.E.E.T.S.. D'ailleurs certains des groupes ont leur T-shirt à leur nom dans le jeu.
- Agent Orange "No such thing"
- Airbourne "Let's Ride"
- Bad Brains "I against I"
- Beat Beat Beat "Sinking Slow"
- Black Flag "Six Pack"
- Booker T. and the M.G.'s "Green Onions"
- Challenger "Input the Output"
- Cheap Trick "Surrender"
- Children of Bodom "Hate Crew Deathroll"
- David Bowie "Queen Bitch"
- Dead Prez "Hip-Hop"
- Devo " Gut feeling slap Your Mummy"
- Eric B. and Rakim "Juice"

- Escalera "Got it Alone"

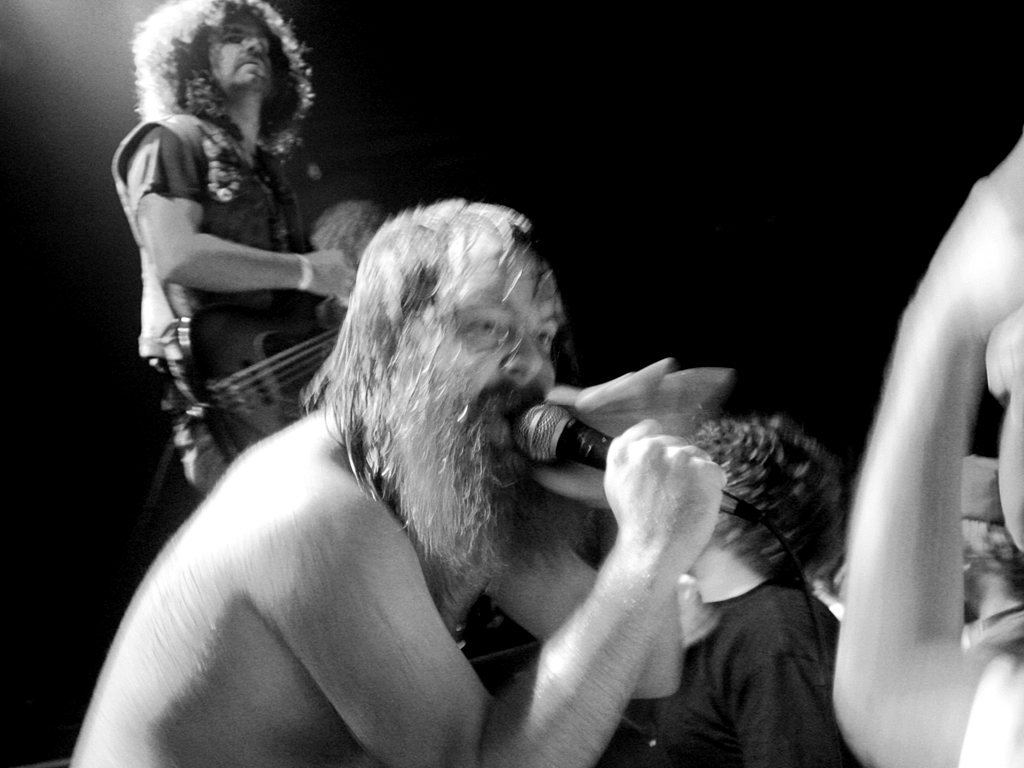
Valient Thorr, groupe sponsorisé par la marque de vêtements Volcom et présent dans la bande son.

- Filthy Thieving Bastards "Lords of the Avenues"
- Gang Starr "Now you're mine"
- H.I.T. "Drama"
- Mac Mall "Perfect Poison"
- Motörhead "We are Motörhead"
- Nirvana "Lounge act"
- N.W.A. "Express Yourself"
- Public Enemy " harder than you think"
- Renee Renee " Stand Up talk Easy"
- Rick James "Give it to me baby"
- Rick Ross "Hustlin'"
- River City Tanlines "Black knight"
- Sicker than Others "Face away"
- Sister Nancy "Bam Bam"
- Slayer "Raining blood"
- S.T.R.E.E.T.S. "Georgia St."
- The Briefs "Poor and weird"
- The Coup "Ride the fence"
- The Dwarves "Massacre"
- The Eploding Hearts "Your shadow"
- The Falcon "Blackout"
- The Mag Seven "Dick cemetery"
- The Ramones "Psycho therapy"
- The Returnables "Teenage imposter"
- The Sex Pistols "Pretty vacant"
- The Stars Misplaced "Prophets and Kings"
- The White Stripes "Girl you have no faith in medicine"
- Tommy Guerrero "D.I.Y." "A peace of Peace" "El Alto El Fuego" "Everyone under the sun" "Fall/rise" "Follow none"
- Trouble Andrew "Chase money"
- Valient Thorr "Man behind the curtain"
- Z-Trip "3 piece" "808 method" "Addeson faceplant" "Devastation" "Dub Rocks" "Snake Eyes"
- ZZ Top "Just got paid"

## Postérité
Une suite intitulée Skate 2 est sortie en 2008. Skate 3 est sorti en mai 2010. La ville représentée ne s'appelle plus "New San Vanelona" mais "Port Carverton".